# Prix François-Coppée
Le prix François-Coppée est un prix de l'Académie française de poésie (anciennement biennal, devenu annuel), créé en 1907 et reconstitué annuel en 1994 par le regroupement des prix et fondations François Coppée, Balleroy, Jean Bouscatel, Auguste Capdeville et Paul Labbé-Vauquelin. 
François Coppée, né le 26 janvier 1842 à Paris où il est mort le 23 mai 1908 , est un poète, dramaturge et romancier français.

## Liste des lauréats

### Années 1900
- 1907 : Alfred Droin (1878-1967) pour La jonque victorieuse
- 1909 : Gustave Zidler pour La terre divine

### Années 1910
- 1911 : 
  - Henri Bouvelet (1890-1912) pour Le royaume de la terre
  - Adrien de Carné pour Les conquérants divins
- 1913 : Achille Paysant pour Vers Dieu
- 1915 : Jean Allard-Méeus pour Rêves d'amour! rêves de gloire!
- 1917 : Abbé Louis Vigné pour Chants d’espérance
- 1919 : Léon Kochnitzky (1892-1965) pour Les pèlerins de l’aurore

### Années 1920
- 1921 : Amélie Murat pour Bucoliques d’été
- 1923 : Ed. Martin-Videau (1854-19..) pour De la vie au rêve
- 1925 : M. Claude Cordès pour Les feux sur le Liban
- 1927 : Tristan Derème pour l'ensemble de son œuvre poétique
- 1929 : Alice Héliodore pour Sagesse de France

### Années 1930
- 1931 : 
  - Paul Basset pour Bouquets de Savoie
  - Marcel Caruel pour Chansons dans la brume
- 1933 : 
  - Lucien Boyer pour Paysages de France
  - Éliane Greuze pour Les humbles destins
- 1937 : Pierre Auradon (1900-1988) pour Épîtres aux poètes
- 1939 : Jacques Fourcade pour Distances

### Années 1940
- 1941 : René de Vauvilliers pour Clartés et Reflets
- 1943 : Luc Bourcier de Carbon (1913-1979) pour L'Obole au passeur
- 1947 : Paul Lorenz (1903-1996) pour Le tombeau de Valéry
- 1949 : Françoise des Varennes pour Les pages tournées

### Années 1950
- 1951 : Georges Verdenne pour Alternances
- 1953 : Colette Benoite pour De la rose à l'épine
- 1955 : M. Kouriba Nabhani (1918?-....) pour Complaintes de l’Arabe
- 1957 : Édith George pour Seine et Mistral
- 1959 : Fernand Léonard pour Comme le chant de l’eau

### Années 1960
- 1961 : Claude Quillateau pour L’amour majeur
- 1963 : Christiane Burucoa pour Artizarra
- 1965 : Denis Roche pour Les idées centésimales de Miss Elanize
- 1967 : 
  - Katia Granoff pour La Colonne et la Rose
  - Vital Heurtebize (1933-....) pour La Cité de Verre
- 1969 : Georges Labro pour Rêveries

### Années 1970
- 1971 : Jean Durtal pour Chants pour Athanaël
- 1973 : 
  - Éveline Floret pour Ta part de vivre
  - Yvonne Leconte-Bancillon pour Errances
  - Trajan Saint-Ines (1902-1995) pour Un poète à Paris
- 1975 : 
  - André Charmel pour Pulsations
  - Jacqueline de Nonville pour Éphéméride
- 1979 : Louis Delorme (1934-....) pour Mes limbes

### Années 1980
- 1981 : Ophélia de Rougé pour Vigile
- 1983 : 
  - Jacques Réda pour Hors les murs
  - Pierre Vaysse pour Amour et Fantaisie
- 1988 : 
  - Jean Valentin Dobignies pour Rue de la porte rouge
  - Roseann Runte (1948-....) pour Faux soleils
- 1989 : Pierre Fontan pour Espaces

### Années 1990
- 1995 : Jean-Louis Vallas pour l'ensemble de son œuvre
- 1996 : Jean Vuaillat pour Ciels d’arrière-saison
- 1997 : Brigitte Level pour Le Temps des guitares
- 1998 : Michelle Laforest pour Familière mémoire
- 1999 : Catherine Bankhead (1943-....) pour L’Infini Passage du jour

### Années 2000
- 2000 : Esther Tellermann pour Guerre extrême
- 2001 : Athanase Vantchev de Thracy pour D’Antiques Voix suaves et Soudain un séraphique frisson
- 2002 : Lionel Richard pour Marchandise non dédouanée
- 2004 : Jean-Claude Pirotte pour La boîte à musique
- 2006 : Yvan Berrebi pour Éloge de l’antichambre
- 2007 : Michel Bulteau pour Hoola Hoops
- 2008 : Jean-Yves Masson pour Neuvains du sommeil et de la sagesse
- 2009 : Karel Logist pour Tout emporter. Poèmes 1988-2008

### Années 2010
- 2010 : Jean-Marie Berthier pour Attente très belle de mon attente
- 2011 : Jean-François Lopez (1957-....) pour S’appuyer sur le vent. Poésies marines
- 2012 : Amin Khan pour Arabian blues
- 2013 : Gérard Bocholier pour Psaumes de l’espérance
- 2014 : Sophie Loizeau pour Caudal
- 2015 : Yves Prié pour Les Veilles du scribe
- 2016 : Guy Allix pour Le Sang le soir
- 2017 : Max Alhau pour Si loin qu’on aille
- 2018 : Jacques Goorma pour À. Hommages, adresses, dédicaces
- 2019 : Sébastien Fevry (1976-....) pour Solitude Europe

### Années 2020
- 2020 : Françoise Lison-Leroy pour Les Blancs Pains
- 2021 : Louis-Philippe Dalembert pour Cantique du balbutiement
- 2022 : Pascale Bouhénic pour 76 façons d'entrer
- 2023 : Étienne Faure pour Vol en V
- 2024 : Philippe Leuckx pour Le Traceur d'aube